# Победа (парк, Тирасполь)
Парк «Победа» — главный парк культуры и отдыха в столице Приднестровской Молдавской Республики. С 1947 года — одно из основных мест отдыха тираспольчан и гостей города. Площадь парка — 15 гектаров. Обслуживается муниципальным унитарным предприятием «Спецавтохозяйство», на балансе которого другие парковые зоны приднестровской столицы: парк имени С.М. Кирова, Центральная набережная реки Днестр, строящийся с 2018 года Екатерининский парк в центре города, сквер имени Де Волана, сквер по улице Комсомольской.

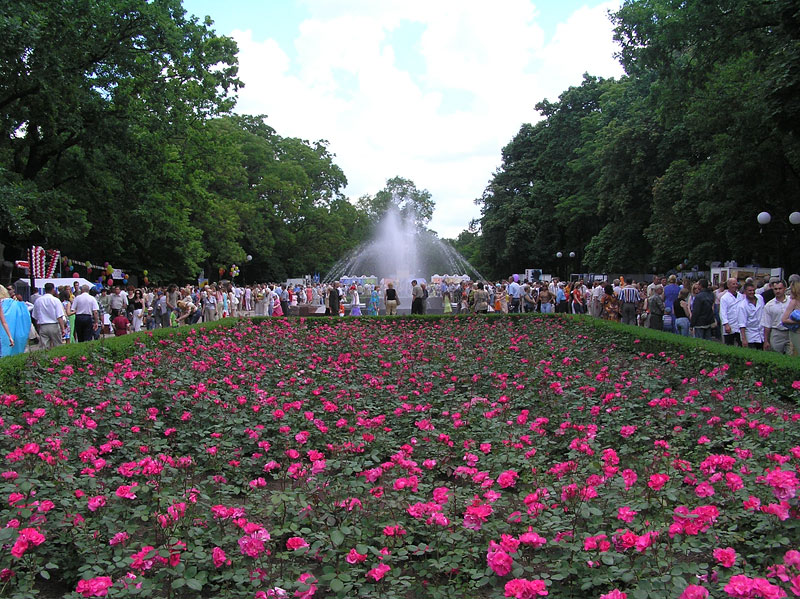
Фонтан в парке

## История

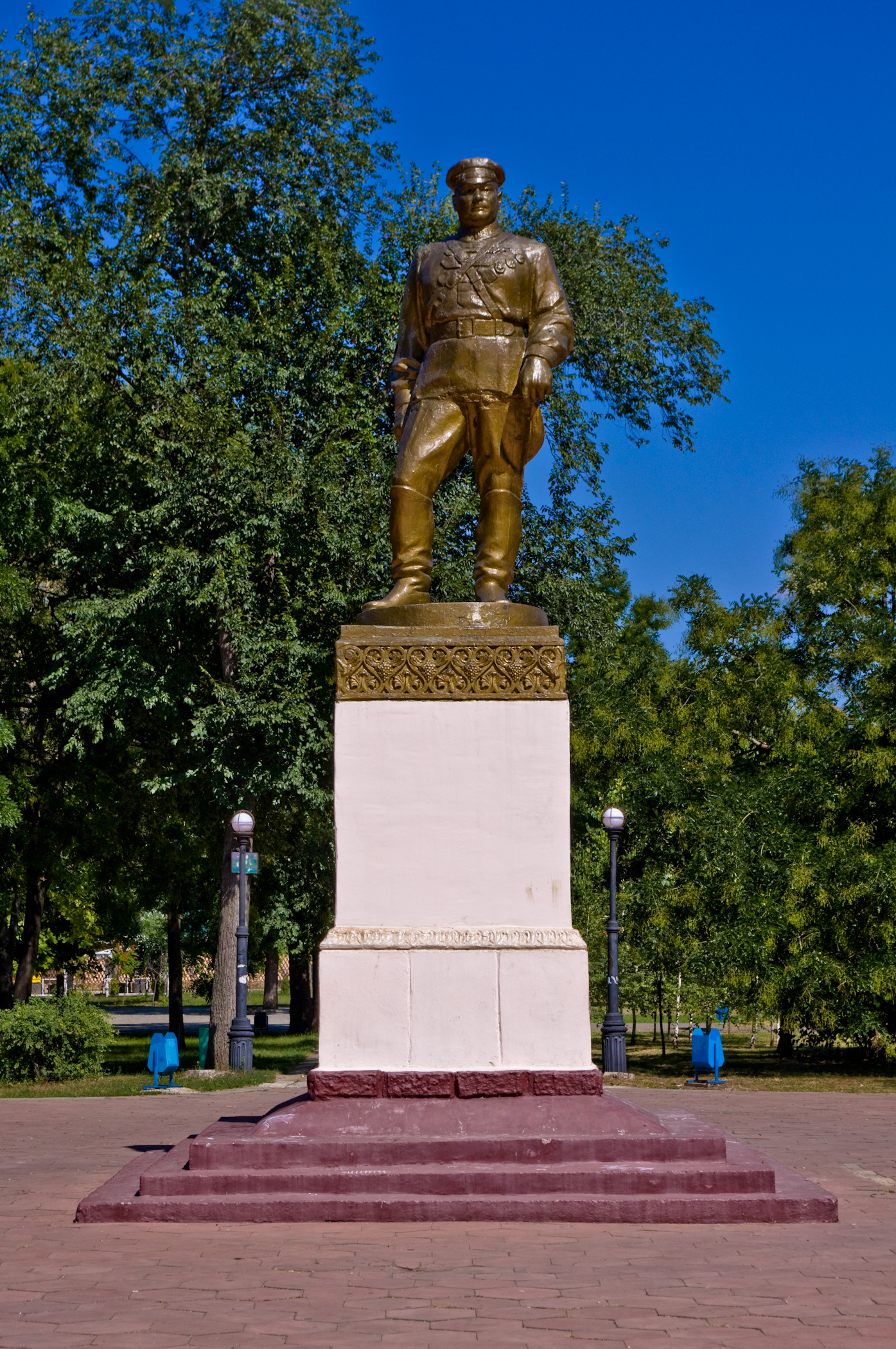
Памятник Котовскому

Идея закладки парка принадлежит знаменитому архитектору А. В. Щусеву, посетившему Тирасполь после Великой Отечественной войны. Парк был заложен в 1947 году на территории бывшего плодово-ягодного сада, располагавшегося за восточной окраиной города. Название парку было дано в честь победы советского народа в Великой Отечественной войне. В центре парка на пересечении аллей в 1960 году был установлен памятник Г. И. Котовскому работы скульптора Л. И. Дубиновского (ныне площадь перед памятником — излюбленное место проведения митингов). С 1968 года в парке действуют аттракционы. В 1987 году установлен фонтан.
В 2000 сдано в эксплуатацию здание Летней эстрады. В июле 2014 года на территории парка был установлен памятник подковы «На счастье!».
В первых числах мая 2015 года была демонтирована ограда парка.

## Расположение
Первоначально парк «Победа» понимался как загородная зона отдыха тираспольчан на восточной окраине города. Однако в результате интенсивного строительства и роста Тирасполя в сторону востока и юго-востока парк в настоящее время мыслится как расположенный на границе Октябрьского жилого района (Балки) и Центрального района города. Территория парка ограничена улицами Мира (со стороны центрального входа), Полецкого, Царёва и Лучевым проездом.

## Аттракционы и развлечения
Старейший аттракцион парка — «Воздушная карусель» — был установлен в 1968 году и действует по сей день. Среди аттракционов для взрослых действуют «Колесо обозрения», «Сюрприз», «Лодочки», «Островок счастья». Для детей — «Карнавал», «Солнышко», «Юнга», «Колокольчик», «Батут», «Паровозик».
На протяжении шестнадцати лет — с 1990 по 2006 годы — в парке не было введено в эксплуатацию ни одного нового аттракциона. С 2006 года на территории парка функционирует коммерческая фирма, которая активно участвует в развитии парка. К 2010 году данная фирма увеличила количество аттракционов для детей, расширив тем самым ассортимент услуг и качественно улучшив возможность проведения детского досуга.

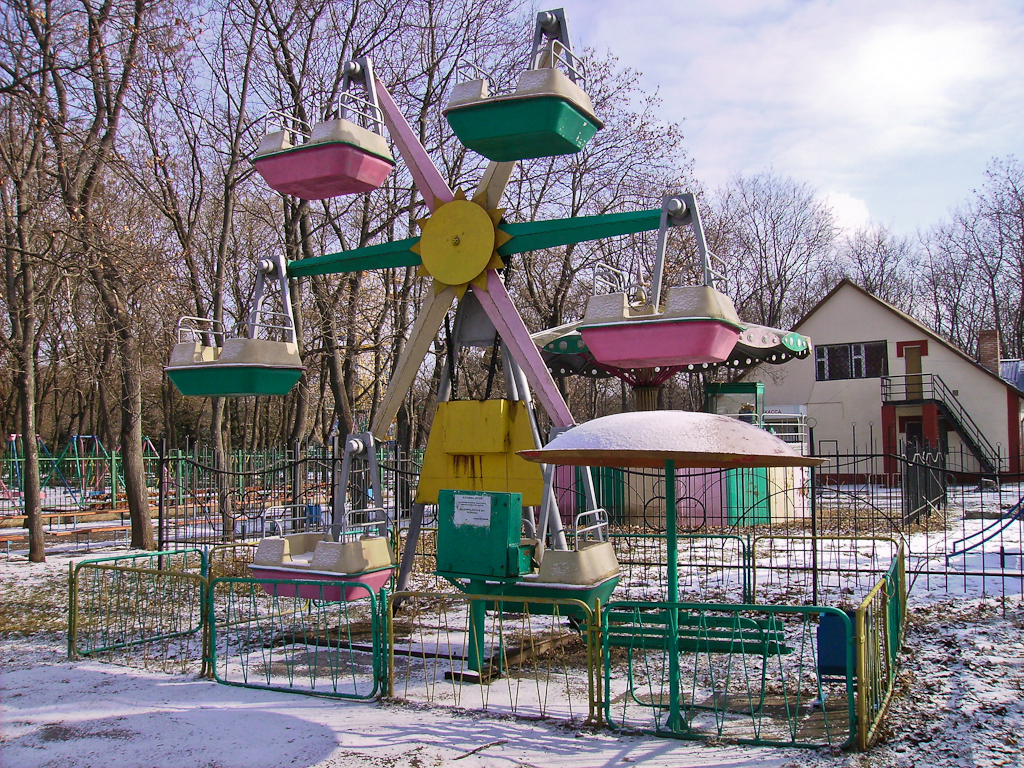
Детское колесо обозрения
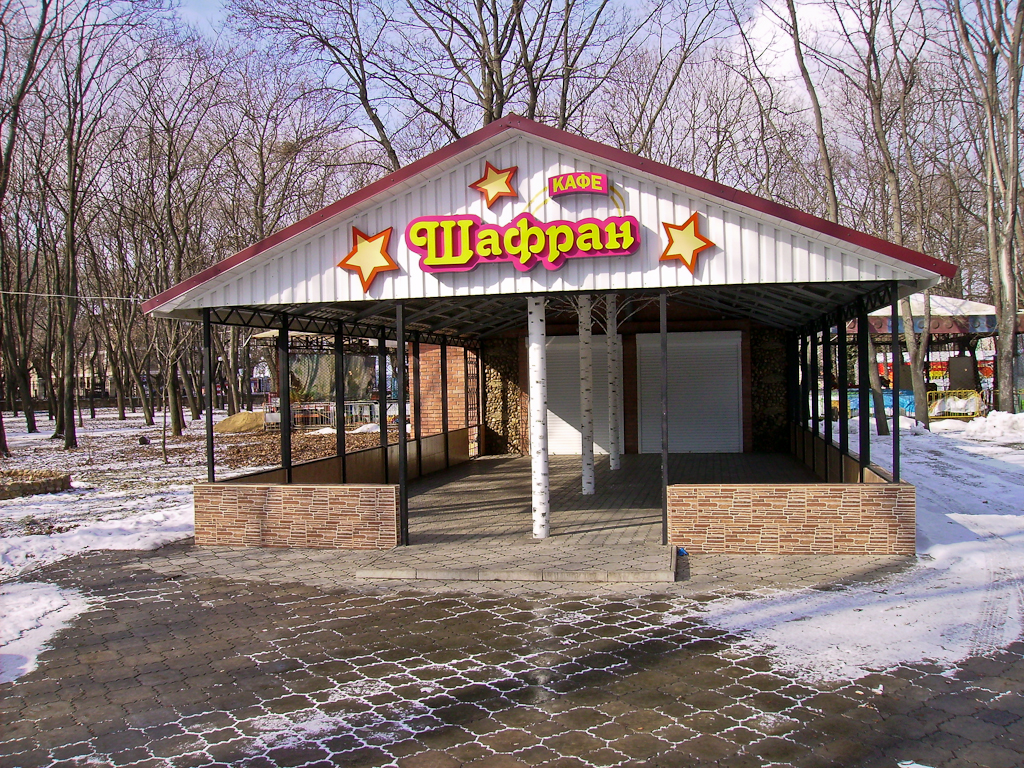
Кафе на территории парка
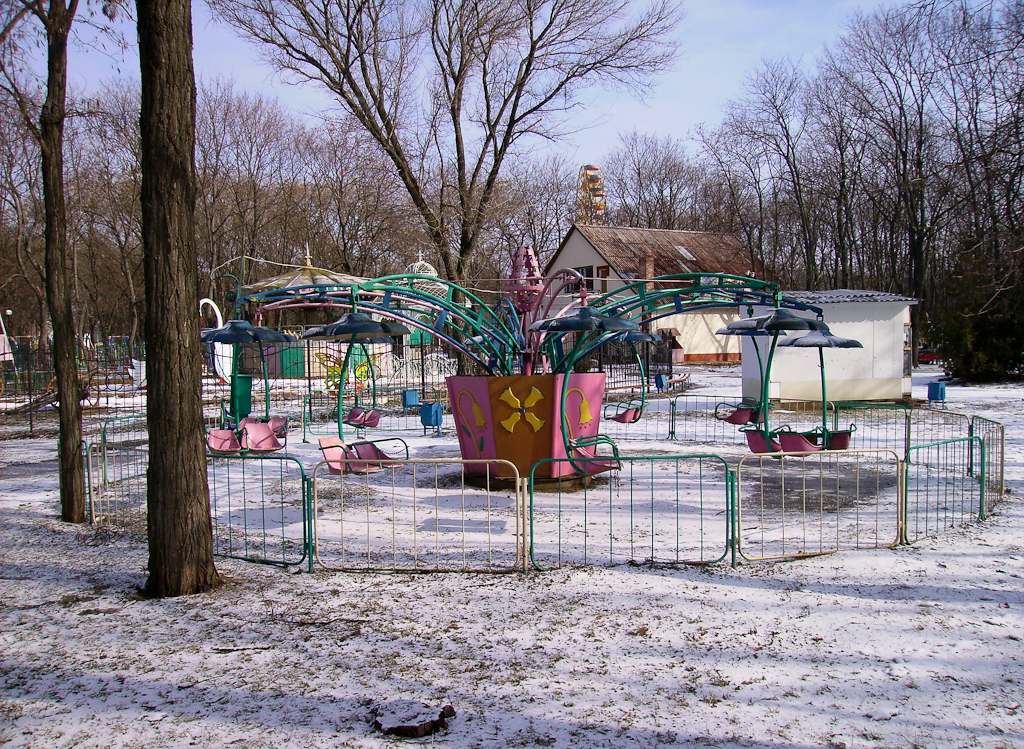
Карусель
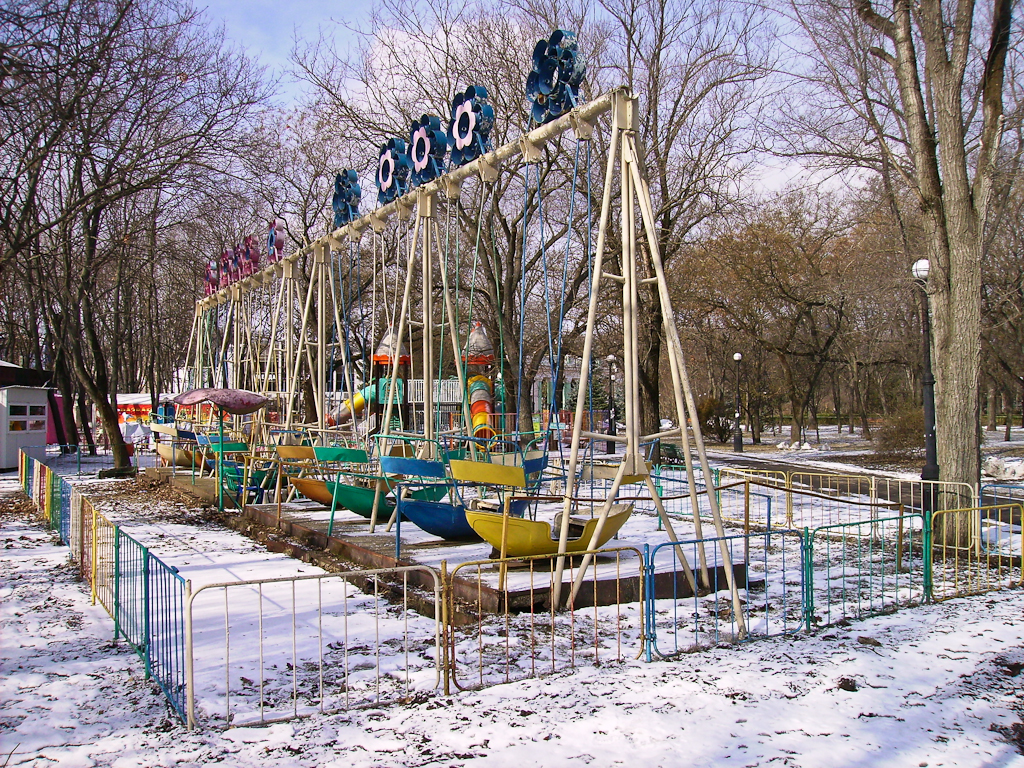
Качели Лодочки
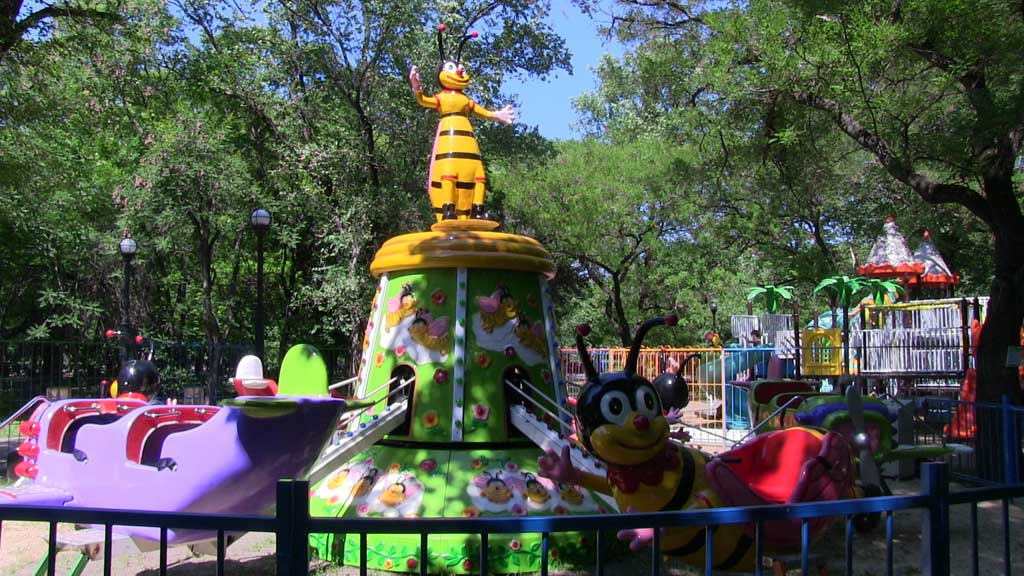
Карусель Пчёлка
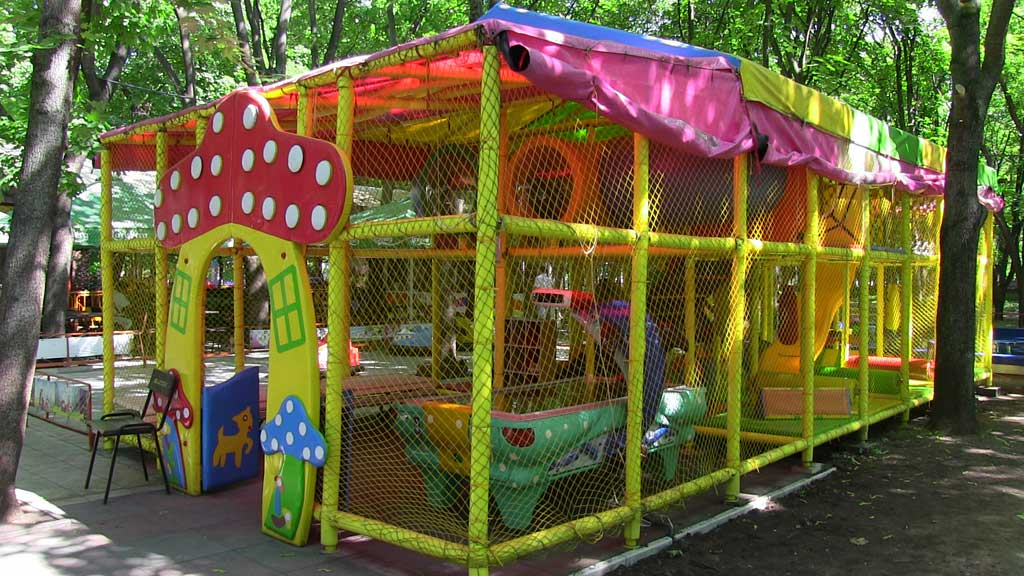
Игровой лабиринт
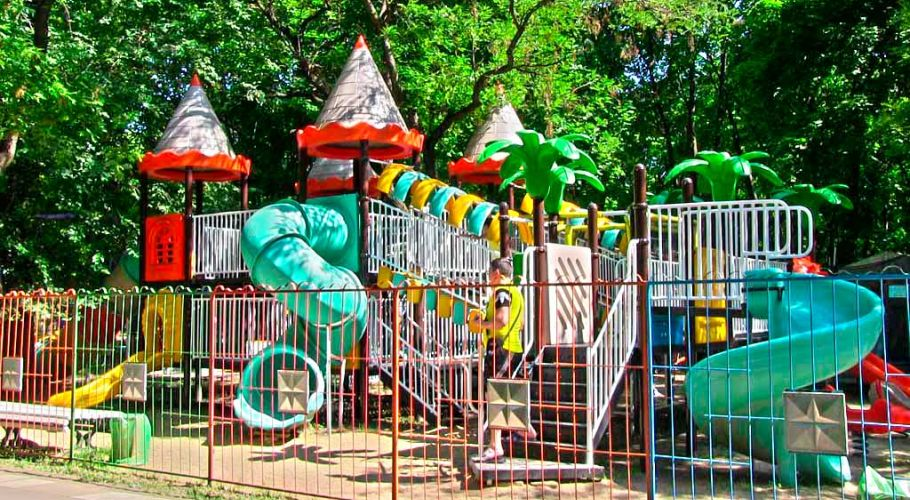
Детская игровая площадка
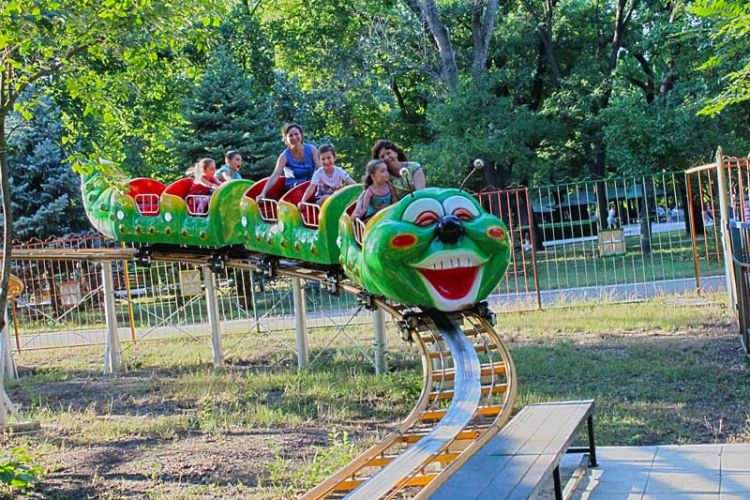
Весёлые горки
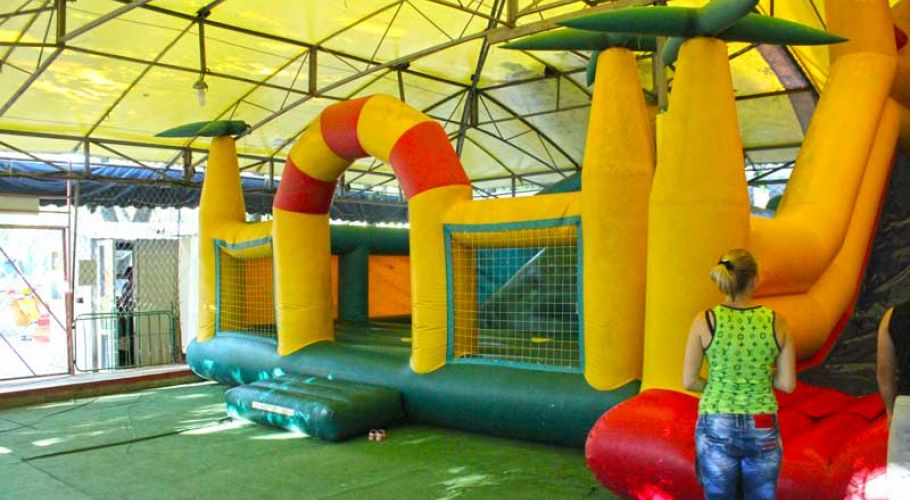
Батут и горка
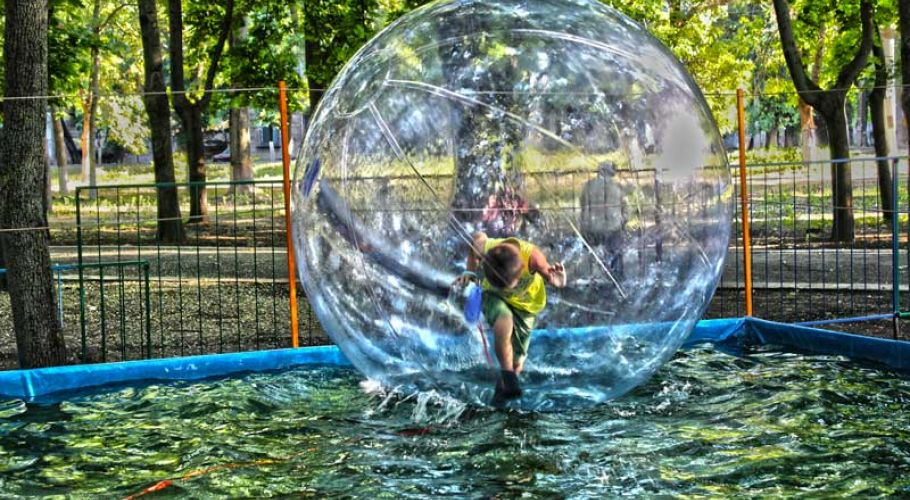
Водные шары
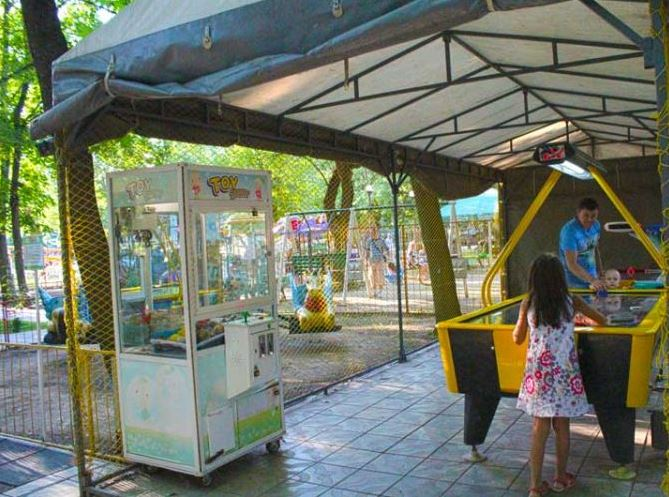
Игры и развлечения
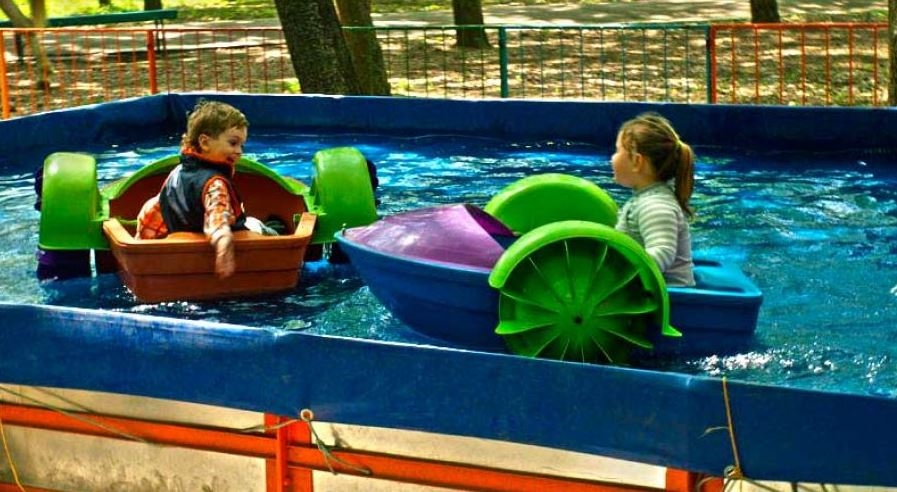
Катамаранчики
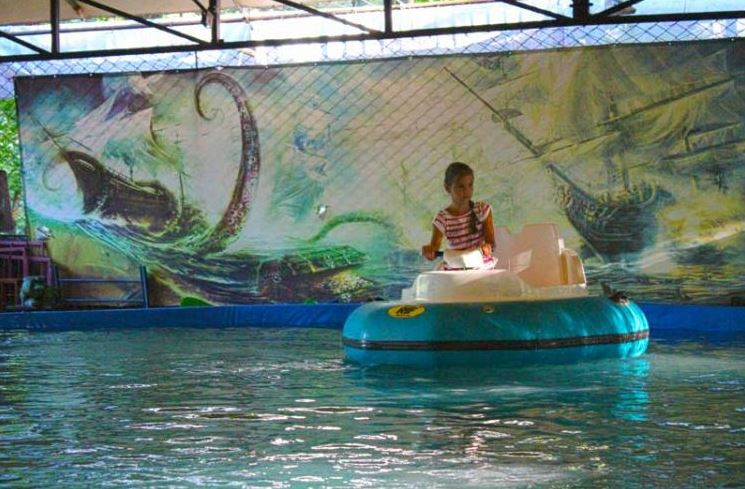
Водные лодочки

## Интересные факты
В тираспольском Парке Победы в 1983 году проходили съёмки некоторых эпизодов кинофильма «Вам телеграмма».